# Michael Lynch (Biologe)
Michael Lynch (* 1951) ist ein US-amerikanischer Evolutionsbiologe und Populationsgenetiker.
Michael Lynch erwarb 1977 an der University of Minnesota den akademischen Grad Ph.D. in Ökologie. Er lehrte an der Indiana University und ist derzeit Direktor am Biodesign Institute for Mechanisms of Evolution der Arizona State University. Er verfasste mehrere in Fachkreisen anerkannte Lehrbücher. In seinem 2007 erschienenen Hauptwerk The Origin of Genome Architecture attackiert Lynch die Synthetische Evolutionstheorie dahingehend, dass er die Notwendigkeit von natürlicher Selektion und Adaptation zur Durchsetzung von Mutationen in der Population negiert. Er zeigt auf, dass die Durchsetzung von Mutationen ohne adaptive Prozesse möglich sein kann.
2002 wurde Lynch Mitglied der American Academy of Arts and Sciences, 2009 der National Academy of Sciences. 2013 wurde Lynch Präsident der Genetics Society of America, die ihn 2022 mit der Thomas Hunt Morgan Medal auszeichnete. 2014 wurde er in die Royal Society gewählt.

## Schriften (Auswahl)
- Genetics and analysis of quantitative traits. Sinauer Books, Sunderland, Mass. 1998, ISBN 0-87893-481-2 (zusammen mit Bruce Walsh).
- The Origin of Genome Architecture. Sunderland. Mass. 2007
- The frailty of adaptive hypotheses for the origins of organismal complexity. (o. J.)